# Gegen die Strömung, Organisation für den Aufbau der Revolutionären Kommunistischen Partei
Die Gruppe Gegen die Strömung wurde 1974 als Abspaltung von der Kommunistischen Partei Deutschlands/Marxisten-Leninisten gegründet. Die politische Ausrichtung war stalinistisch bestimmt, wendete sich gegen den „modernen Revisionismus“ der DKP, hielt aber im Laufe ihrer Entwicklung vom Maoismus und von Albanien Distanz und ist damit als Konkurrenzgründung gegen die K-Gruppen zu verstehen. In der Mitte der 1970er Jahre arbeitete sie zeitweilig mit der Marxistisch-Leninistischen Partei Österreichs zusammen. Öffentlich trat sie mit der Zeitschrift unter dem Titel Gegen die Strömung in Erscheinung. Größere politische Bedeutung konnte sie innerhalb der Linken nicht erlangen. Ihr Buchladen „Georgi Dimitroff“ in Frankfurt am Main wurde 1999 von der Polizei durchsucht, ein darauf folgendes Verfahren gegen den presserechtlich Verantwortlichen der Zeitung wurde eingestellt.